# Gewerkschaften in Ungarn
Die Gewerkschaften in Ungarn gehören zum größten Teil einem der sechs Gewerkschaftsbünde an:
| Name des Gewerkschaftsbunds | Mitglieder | Zugehörigkeit zu einem Internationalen Gewerkschaftsverband |
| --- | ---------- | ----------------------------------------------------------- |
| Magyar Szakszervezeti Szövetség, MASZSZ (Ungarischer Gewerkschaftsbund) | 104.000    | IGB, EGB, FERPA                                             |
| Független Szakszervezetek Demokratikus Ligája, LIGA (Demokratische Liga unabhängiger Gewerkschaften)                                                                                                   | 100.200    | IGB, EGB                                                    |
| Értelmiségi Szakszervezeti Tömörülés, ÉSZT (Intellektuelle Gewerkschaftskonzentration) | 27.000     | EGB, EUROCADRES                                             |
| Szakszervezetek Együttműködési Fóruma, SZEF (Forum für Gewerkschaftskooperation) | 39.316     | EGB                                                         |
| Munkástanácsok Országos Szövetsége, MOSZ (Nationaler Verband der Arbeiterräte) | 50.000     | IGB, EGB, EUCDW                                             |
| Magyarországi Munkavállalók Szociális és Egészségügyi Ágazatban Dolgozók Demokratikus Szakszervezete, MSZ EDDSZ (Demokratische Gewerkschaft ungarischer Arbeitnehmer im Sozial- und Gesundheitssektor) | 7.000      |                                                             |

## Mitgliedsgewerkschaften, internationale Kontakte
Mitgliedsgewerkschaften des MASZSZ sind u. a. (in Klammern jeweils: Mitgliederzahlen, Zugehörigkeit zu einer Globalen Gewerkschaftsföderation):
- Vasas Szakszervezeti Szövetség, VASAS (Metallgewerkschaft) (20.500, IndustriAll, IndustriAll Europe);
- Magyar Vegyipari, Energiaipari és Rokon Szakmákban Dolgozók Szakszervezeti Szövetsége, VDSZ (Gewerkschaftsverband der ungarischen Chemie-, Energie- und verwandten Berufe) (20.000, IndustriALL, IndustriAll Europe);
- Kereskedelmi Alkalmazottak Szakszervezete, KASZ (Gewerkschaft der gewerblichen Arbeitnehmer) (8.500, UNI Europa, UNI Global);
- Vasutasok Szakszervezete, VSZ (Eisenbahnergewerkschaft)  (9.230, ETF, ITF).

Mitgliedsgewerkschaft der LIGA sind u. a.:
- Egyesült Villamosenergia-Ipari Dolgozók Szakszervezeti Szövetsége, EVDSZ (Vereinigte Gewerkschaft für Elektrizität und Industrie) (8.500, EPSU, PSI, IndustriAll, IndustriAll Europe);
- Mérnökök és Technikusok Szabad Szakszervezete, MTSzSz (Freie Gewerkschaft der Ingenieure und Techniker) (12.640, Eurocadres);
- Postás Szakszervezet, PSZ (Postgewerkschaft) (4.770, UNI Europa, UNI Global);
- Vízügyi Közszolgáltatási Dolgozók Szakszervezeti Szövetsége, VKDSZ (Gewerkschaft der öffentlichen Wasserversorgung) (6.000, EPSU, PSI).

Mitgliedsgewerkschaft der ÉSZT ist u. a.:
- Pedagógusok Demokratikus Szakszervezete, PDSZ (Demokratische Union der Lehrer) (2.000, ETUCE, EI).

Mitgliedsgewerkschaft des SZEF ist u. a.:
- Pedagógus Szakszervezet, PSZ (Lehrergewerkschaft) (17.110 (davon aktiv 13.600), ETUCE, EI).

Keinem der beiden Bünde gehören u. a. an:
- Audi Hungária Független Szakszervezet, AHFSZ (Unabhängige Gewerkschaft AUDI Ungarn) (9.100, Intersoli Mittelosteuropa);
- Vasúti Dolgozók SZabad SZakszervezete Szolidaritas, VDSzSz (Freie Eisenbahngewerkschaft) (9.000, ETF, ITF).

## Aktuelle Situation der Gewerkschaften
Die Dachverbände, vor allem der MSZOSZ, erlitten seit den 1990er Jahren starke Mitglieder- und Vermögensverluste, da das ihnen nach der Wende zugeschriebene Vermögen zum größten Teil aufgezehrt ist. Außerdem ist ihre Verankerung in den Betrieben gering. Seit der Amtsübernahme einer rechtsnationalen Regierung 2010 ist auch der ohnehin nicht große gewerkschaftliche Einfluss auf die Gesetzgebung im Rahmen von gesetzlichen Konsultationsprozessen geschwunden. Er beschränkt sich faktisch auf die Mitsprache bei der Festlegung arbeitsfreier Tage, ohne dass die gesetzlichen Konsultationsmöglichkeiten grundsätzlich in Frage gestellt wurden.